# N末端

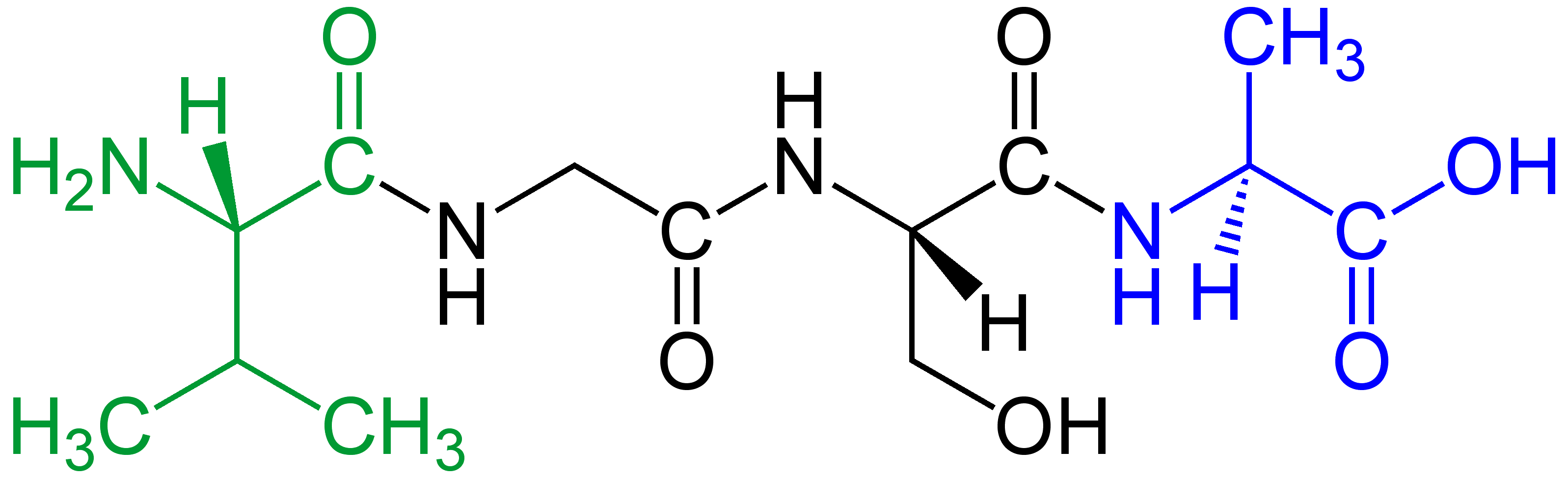
テトラペプチド (Val-Gly-Ser-Ala)：緑でN末端α-アミノ酸 (L-バリン)を、 青でC末端α-アミノ酸 (L-アラニン)を示した。

N末端（Nまったん、別名：N終末端、NH2末端、アミノ末端、アミン末端）は、タンパク質またはポリペプチドにおいてフリーなアミノ基で終端している側の末端である。ペプチド配列を書くときはN末端は左に置き、NからC末端にかけて配列を書くのが慣例である。タンパク質がmRNAから翻訳されるときは、N末端から作られる。

## 化学
それぞれのアミノ酸はカルボキシ基とアミノ基を持っており、これらの官能基が脱水縮合(Dehydration reaction)反応することにより結合し、鎖状の分子構造となる。
この反応は任意のアミノ酸同士で行うことができ、複数のアミノ酸同士が脱水縮合反応を繰り返すことで、オリゴペプチドやポリペプチドを形成することができる。
そのため、ポリペプチド鎖の両末端は未反応のカルボキシ基を持つC末端と、同じく未反応のアミノ基を持つN末端となる。
タンパク質がmRNAから翻訳されるときはN末端から作られる。翻訳の伸長部にあるtRNAにチャージされたアミノ酸のアミノ末端に別のアミノ酸のカルボキシル末端が結合して成長していく。開始コドンはメチオニンが暗合されており、多くのタンパク質配列の始まりはメチオニン（真正細菌はN-ホルミルメチオニン(fMet)）である。しかし、いくつかのタンパク質は翻訳後修飾で修正されて、N末端のアミノ酸が異なるものになる可能性がある。

## 作用

### N末端標的シグナル
N末端はタンパク質合成が行われるリボソーム上のタンパク質の最初の部分である。この部分はしばしば実行する標的シグナルの配列を含む。これは基本的に細胞内の郵便番号で、タンパク質は細胞内部の指定された位置に輸送される。標的シグナルは普通ペプチダーゼによる過程が達成された後切り離される。
- シグナルペプチド

N末端シグナルペプチドはシグナル認識粒子(SRP) とタンパク質の標的である分泌経路の反応によって見分けられる。このタンパク質は真核生物では粗面小胞体で合成され、原核生物では細胞膜から輸出される。葉緑体でのシグナルペプチドの標的はチラコイドのタンパク質である。
- ミトコンドリア標的ペプチド

N末端のミトコンドリア標的ペプチド(mtTP)は、タンパク質をミトコンドリア内部に輸入される働きがあると考えられている。
- 葉緑体標的ペプチド

N末端葉緑体標的ペプチド(cpTP)は、タンパク質を葉緑体の内部に輸入される働きがあると考えられている。

### N末端修飾
いくつかのタンパク質は、翻訳後修飾で修正されて細胞膜の固定装置に付加すると考えられ、タンパク質は膜貫通ドメインなしに細胞膜で結合される。タンパク質のN末端（またはC末端）は、次の経路で修正される。
- N-ミリストイル化反応

N末端にパルミトイル基(C16)が付加される。このN末端修飾シグナルは趣旨と一致する。
- N-アシル化反応

N末端に脂肪酸が付加し、N-アシル化タンパク質になる。最も一般的な修飾はパルミトイル基の付加である。